# Unterzettlitz (Bad Staffelstein)
Unterzettlitz ist ein Gemeindeteil der oberfränkischen Stadt Bad Staffelstein im Landkreis Lichtenfels.

## Geografie
Unterzettlitz liegt etwa zehn Kilometer südwestlich von Lichtenfels im oberen Maintal. Im Dorfkern sind die Häuser um eine ehemalige Quelle halbkreisförmig angeordnet, später erfolgte die Erweiterung als Straßendorf. Durch den Ort verläuft die Kreisstraße LIF 20 nach Wiesen. Westlich liegt die Bahnstrecke Bamberg–Hof.

## Geschichte
Unterzettlitz entstand wohl im späten 8. Jahrhundert als slawisches Dorf.
Der Ort wurde 1272 erstmals urkundlich erwähnt, als Heinrich von Sonneberg dem Kloster Langheim Güter in „Cedelicz“ übereignete, die Conrad von Michelau Bruder Cunemund von Lichtenfels überlassen hatte. In den folgenden Jahrhunderten war der Ortsname meistens Zettlitz unter Staffelstein.
1801 gehörten mit der hohen Zent die Steuer, die Dorf-, Gemeinde-, Lehen- und Vogteiherrschaft dem Amt des Bamberger Domkapitels in Staffelstein. Die Einwohner waren nach Ebensfeld eingepfarrt. Der Baron Aufseß hatte ein Lehen, das zu einem Viertel das Bamberger St.-Clara-Kloster und den Rest die stenglinischen und bauerischen Erben besaßen. Der Ort hatte ein Gemeindehaus, 23 andere Häuser und 22 Stadel. Daneben gab es noch zwei mit Haus und Stadel bebaute Lehen des Klosters Langheim. 1860 wurde der Ortsname von Zettlitz in Unterzettlitz geändert. 1862 folgte die Eingliederung von Unterzettlitz mit seinem Ortsteil Niederau in das neu geschaffene bayerische Bezirksamt Staffelstein.
1875 hatte Unterzettlitz 192 Einwohner und 116 Gebäude. Die katholische Kirche und Schule standen im 2,4 Kilometer entfernten Staffelstein. Vor 1890 entstand eine Holzbalkenbrücke über den Main für eine feste Verbindung zwischen Wiesen und Unterzettlitz.
1900 umfasste die Landgemeinde Unterzettlitz mit Niederau eine Fläche von 431,57 Hektar, 248 Einwohner, von denen alle katholisch waren, und 48 Wohngebäude. 177 Personen lebten in Unterzettlitz in 30 Wohngebäuden. 1925 lebten 184 Personen in 31 Wohngebäuden, 1950 waren es 242 Einwohner und 29 Wohngebäude. Im Jahr 1970 zählte der Ort 201 Einwohner und 1987 323 Einwohner sowie 83 Wohngebäude.
Am 1. Juli 1972 wurde der Landkreis Staffelstein aufgelöst und Unterzettlitz in den Landkreis Lichtenfels eingegliedert. Am 1. Januar 1978 folgte die Eingemeindung von Unterzettlitz in Staffelstein ohne den Ortsteil Niederau, der Ebensfeld zugeordnet wurde.
Im Jahr 2009 gewann Unterzettlitz die Silbermedaille beim Wettbewerb Unser Dorf hat Zukunft – Unser Dorf soll schöner werden.

## Sehenswürdigkeiten
Die katholische Herz-Jesu-Kapelle wurde 1887 geweiht. Das Gotteshaus ließ Barbara Hennemann aus Unterzettlitz durch den Freiberger Maurermeister Hemmerlein errichten. Der neugotisch gestaltete Sandsteinquaderbau mit Satteldach hatte ursprünglich drei Spitzbogenfensterachsen. Testamentarisch verfügte Barbara Hennemann die Erweiterung der Kapelle um eine Fensterachse, einen Turm mit Spitzhelm und eine Ausstattung mit Hochaltar durch den Staffelsteiner Bildhauer und Maler Stengel. 1897 folgte die Weihe der vergrößerten Kapelle.
In der Liste der Baudenkmäler in Unterzettlitz sind weitere Sehenswürdigkeiten aufgeführt.